# Colombophiloscia naevigesta
Colombophiloscia naevigesta là một loài chân đều trong họ Philosciidae. Loài này được Vandel miêu tả khoa học năm 1968.